# Албанцы в Румынии

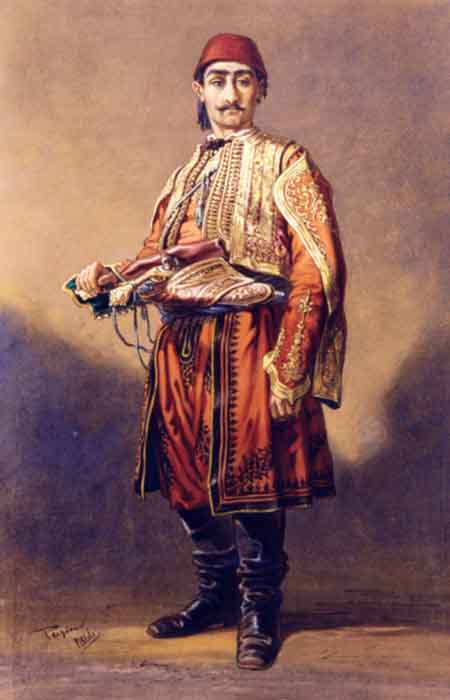
Акварель Амедео Прециози «Албанец Валахии» (Albanez din Valahia, ок. 1866)

Албанцы в Румынии (рум. Albanezii din România, алб. Shqiptarët në Rumani) — этническим группа, проживающая в Румынии. Румынские албанцы официально признаны этническим меньшинством в стране и потому имеют одно зарезервированное место в Палате депутатов — для представителя «Лиги албанцев Румынии» (рум. Liga Albanezilor din România).

## Демография
По данным переписи 2002 года 520 румынских граждан указали «албанскую», в качестве своей этническая принадлежности, а 484 человек утверждали, что их родным языком был албанским. Фактическое же число албанского населения в Румынии неофициально оценивается примерно в 10 000 человек. Большинство членов албанской общины живут в Бухаресте, а остальные — в основном, в крупных городских центрах, таких как Тимишоара, Яссы, Констанца и Клуж-Напока.
Большинство семей являются православными и прослеживают свое происхождение из местности в окрестностях города Корча. В то же время, многие другие румынские албанцы придерживаются ислама — согласно статье румынского ученого Джорджа Григоре в 1999 году около 3000 членов румынской мусульманской общины фактически могли являться албанцами. Эта часть албанской общины традиционно интегрирована в тюркские или татарские группы — что затрудняет оценку её численности.

## История
Свидетельства об албанской общине в Дунайских княжествах впервые была появляются в Валахии во времена князя Михаила Храброго: в докладе, подготовленном габсбургскими властями по Трансильвании, указывалось, что 15 000 албанцам было разрешено переселится к северу от Дуная ещё в 1595 году; Călineşti (село в современном Флорешти, округ Прахова) было одним из мест их расселения, о чём свидетельствует документ, выпущенный соперником Михаила и его преемником — Симионом Мовиля — который подтвердил их права на проживание в данной местности. Присутствие албанской общины в Бухаресте впервые было зарегистрировано, примерно, в 1628 году. В Молдавии этнический албанский Василий Лупу стал принцем в 1634 году.
Албанская община была укреплена в эпоху фанариотов, когда многочисленные иммигранты открыли предприятия во многих городах и были наняты на службу в качестве телохранителей валашских князей и бояр: обычно их регистрировали как арбэнаши, заимствуя данный термин из турецкого (арнаута). В 1820 году в опросе указывалось, что в столице было 90 торговцев, родом из города Арнаут Киой, большинство из которых вероятно были албанцами и ароманами.
Албанское национальное движение в Османской империи отразилось и на Валахии: ряд культурных инициатив был предпринят Дорой д’Истрии, Наимом Фрашери, Яни Верто и Наумом Векилхарши. Последний даже опубликовал в Бухаресте в 1844 году первый албанский учебник. Александер Ставр Дренова, житель Бухареста, написал текст государственного гимна Албании. В то время албанцы вместе с другими балканскими общинами присутствовали в коммерческой жизни Бухареста — многие работали в качестве уличных торговцев, специализировавшихся на продаже безалкогольных напитков и кондитерских изделий.
Среди новых групп иммигрантов в Румынию из различных балканских регионов были семьи поэтов Виктора Эфтимиу и Ласгуша Порадеци. В то время движение за албанскую независимость набирало силу. Албанская школа была открыта в 1905 году в городе Констанца — среди её учеников был поэт Александр Ставр Дренова. В 1912 году на совещании в Бухаресте, возглавляемом Исмаилом Кемали, была принята первая резолюция о независимости Албании.
В 1893 году албанская община в Румынии насчитывала около 30 000 человек; в 1920 году в Бухаресте проживало почти 20 000 албанцев. Новая волна иммигрантов из Албании, многие из которых были югославскими мусульманами, последовала после начала Первой мировой войны. В 1921 году первый перевод Корана на албанский был завершен Ило Миткэ Кафэзези и опубликован в городе Плоешти. Многие албанцы в те годы обосновались в Трансильвании, где обычно открывали кондитерские предприятия.
Албанское сообщество было подвергнута репрессиям при коммунистическом режиме: начиная с 1953 года, когда Албанская культурная ассоциация была закрыта властями страны. «Поражение в правах» было отменено после Румынской революции 1989 года, но число людей, официально объявлявших себя албанцами, резко сократилось в период с 1920 по 2002 год. При этом, традиционно, члены албанской общины были включены в категорию «другие» в переписях. В 1996 году представитель албанской общины получил место в Палате депутатов; в 2000 году депутатский мандат получил представитель «Лиги албанцев Румынии», которая с тех пор и удерживает место в парламенте.